# 高島中央公園

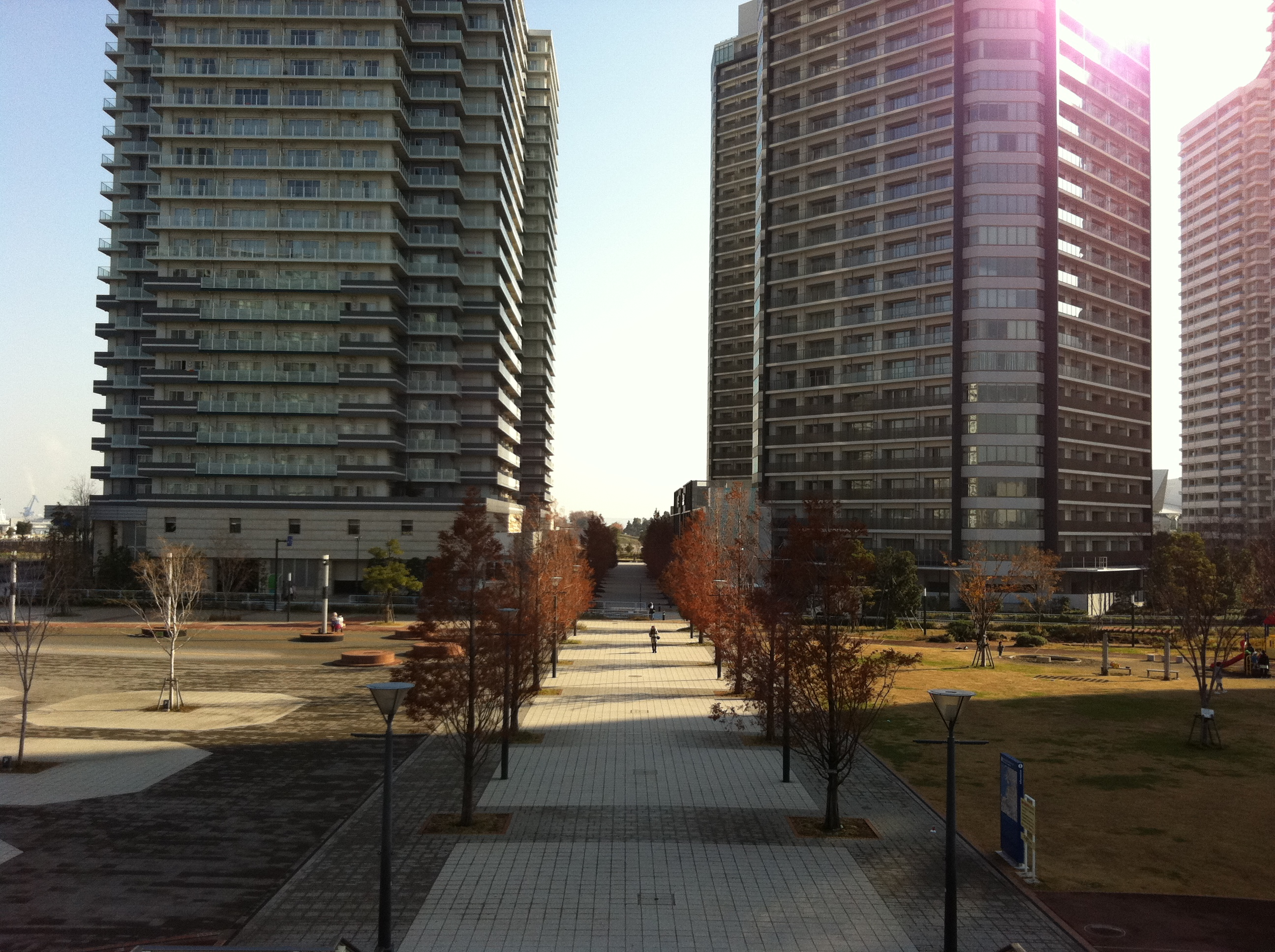
歩行者動線のキング軸が園内を二分する（左が北側）

高島中央公園（たかしまちゅうおうこうえん）は、神奈川県横浜市西区みなとみらい五丁目にある都市公園（近隣公園）である。

## 概要
横浜みなとみらい21の中央地区51街区にて2007年7月25日に開園した。当公園は同地区において重要な歩行者ネットワークを構成する3つのペデストリアン軸の一つ、「キング軸」の中央部分に位置する（軸の詳細は「横浜みなとみらい21#ペデストリアン軸（歩行者動線）」を参照）。園内においても軸の一部となる幅員15mの歩行者用通路が南北二等分するように設けられている。
公園の北側には横浜アンパンマンこどもミュージアムがあり、西側には52街区（新高島駅方面）と接続する「高島中央歩道橋」が設置されている。この歩道橋は開園直後の同年9月には完成していたが、2009年7月まで工事柵が置かれ使用不可の状態となっていた。52街区の開発事業が2024年2月に着工し、歩道橋と同街区内に整備されるデッキが接続予定であることから、同年3月18日から同街区の開発が完了する2027年夏頃までの予定で閉鎖（道路上に架かる部分は解体され再整備予定）されている。
また、東側（50街区）にはライブハウス・多目的ホール「横浜みなとみらいブロンテ ライブ (Bronth.LIVE)」（2017年12月に閉館したブリリア・ショートショートシアターを改装利用）やまいばすけっと（旧TESCO EXPRESS→TSURUKAME）などが下層部の商業施設「Filmee」に出店する「Brillia Grande MM OCEAN&PARK」や「Pacific Royal Court MM OCEAN&URBAN」といった集合住宅がキング軸を挟んで建てられている。なお、当公園と集合住宅方面との間には道路があるが、当初は諸事情により横断歩道が設置されておらず、さらに中央分離帯があり道路の脇に柵もあったため、移動時に迂回する必要があった。
公園の計画にあたっては公募による市民の参加を募り、地域住民の意見を取り入れている。当公園は中央地区における4番目の公園となるが、特徴として周辺に集合住宅がいくつもあることから、近隣住民の憩いの場としての機能を多く有している。このため、他公園とは異なりブランコ、鉄棒、すべり台などの遊具も設置されている。また、災害等の非常時における飲料水の確保を目的として、イベント広場地下には容量約1,500トン（内径26m）の耐震型循環式地下貯水槽を設けている（みなとみらい地区全体では約4,500トンとなる）。同広場ではミスト噴水を作動させることが可能であり、6月から9月（夏季）の昼間のみ噴射を行なっている。この他、園内には15種約73,000株の植物や約90本の四季折々の樹木を植えたり、キング軸を境にして北側半分に当たるコンクリート等を使用した硬い地面とは対照的に南側半分には芝生の広場を設けるなど、変化に富んだ工夫が随所に施されている。

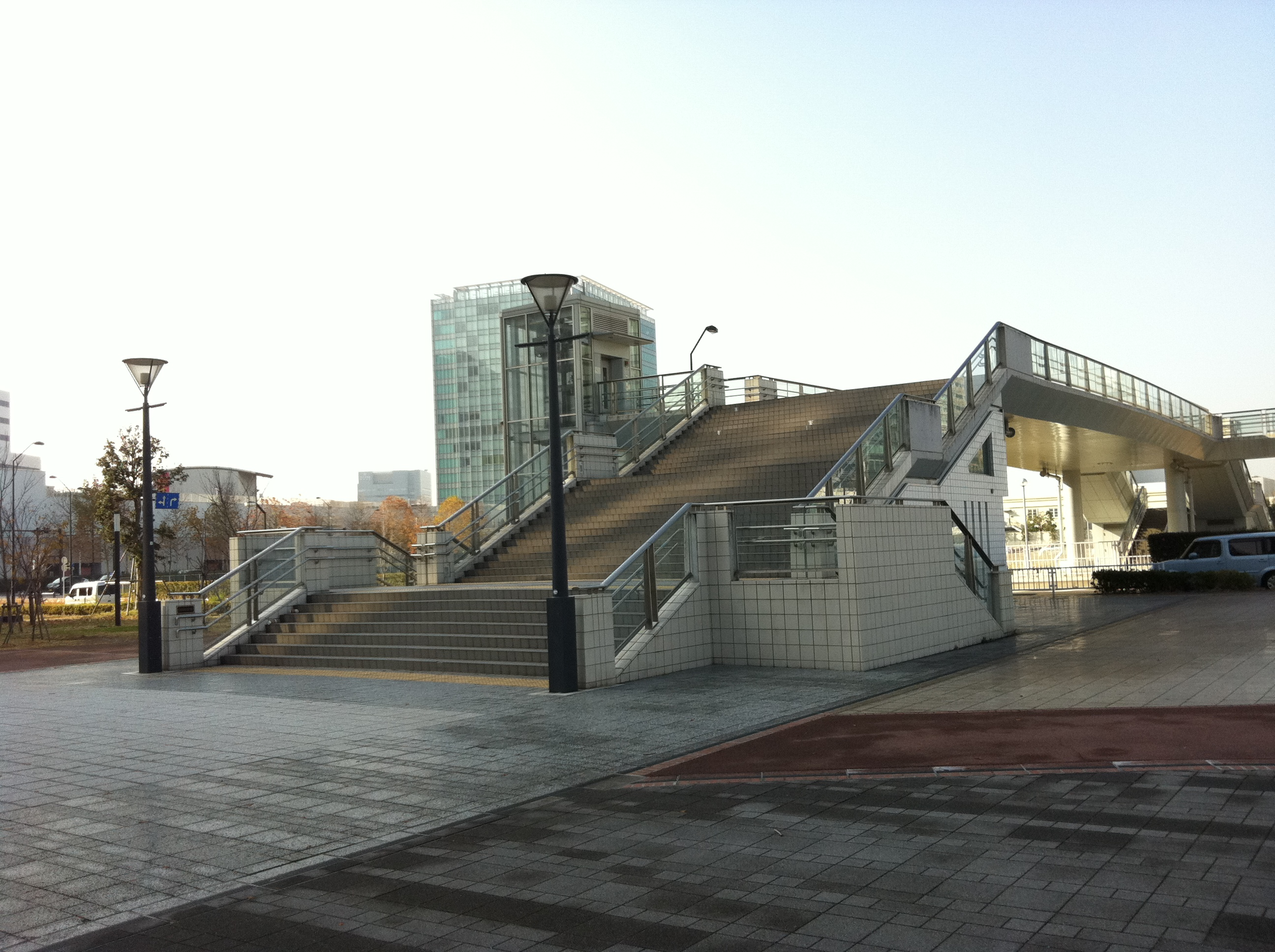
新高島駅方面とを繋ぐ「高島中央歩道橋」（52街区の開発に伴い2024年3月〜2027年夏頃までの予定で閉鎖中、道路上に架かる部分は解体され再整備予定）
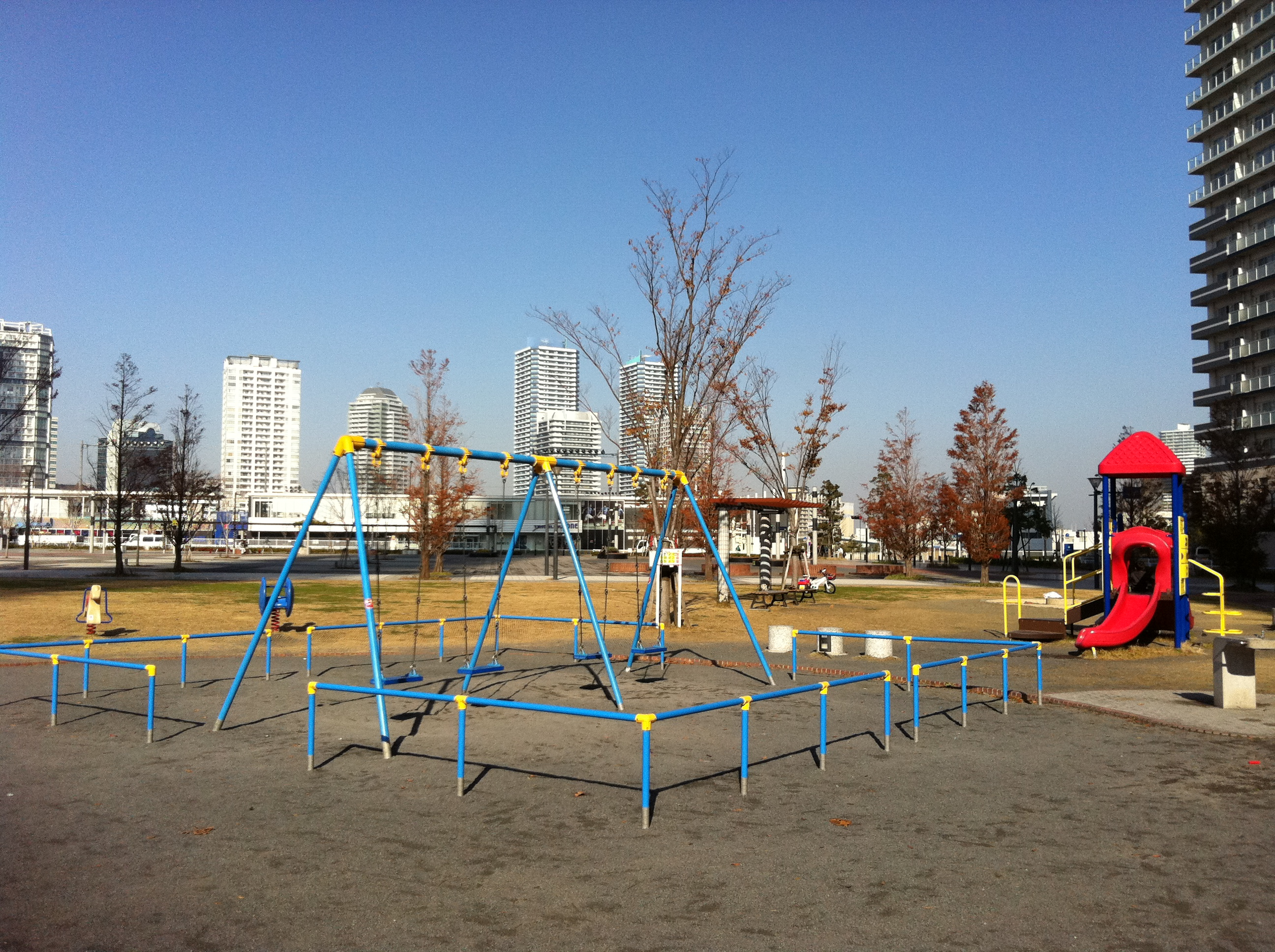
園内の遊具

## イベント・催し
以下の他にも一年を通して様々なイベントが行われている。
- みなとみらい秋まつり（11月）[4]
横浜F・マリノスも協力する様々な催しや縁日、子供向けのゲームコーナー、フリーマーケットなど。
- みなとみらい農家朝市（毎月1回）・収穫祭（11月）[5]
2009年6月から9月に横浜開港150周年を記念して催された「みなとみらい開港菜フェア」からの続投開催。開催日時は毎月第4日曜日の朝9時〜10時半で、商品がなくなり次第終了となっている。11月には収穫祭が行われる。

## アクセス
- みなとみらい線新高島駅から徒歩5分

## 園内ギャラリー
北側の様子

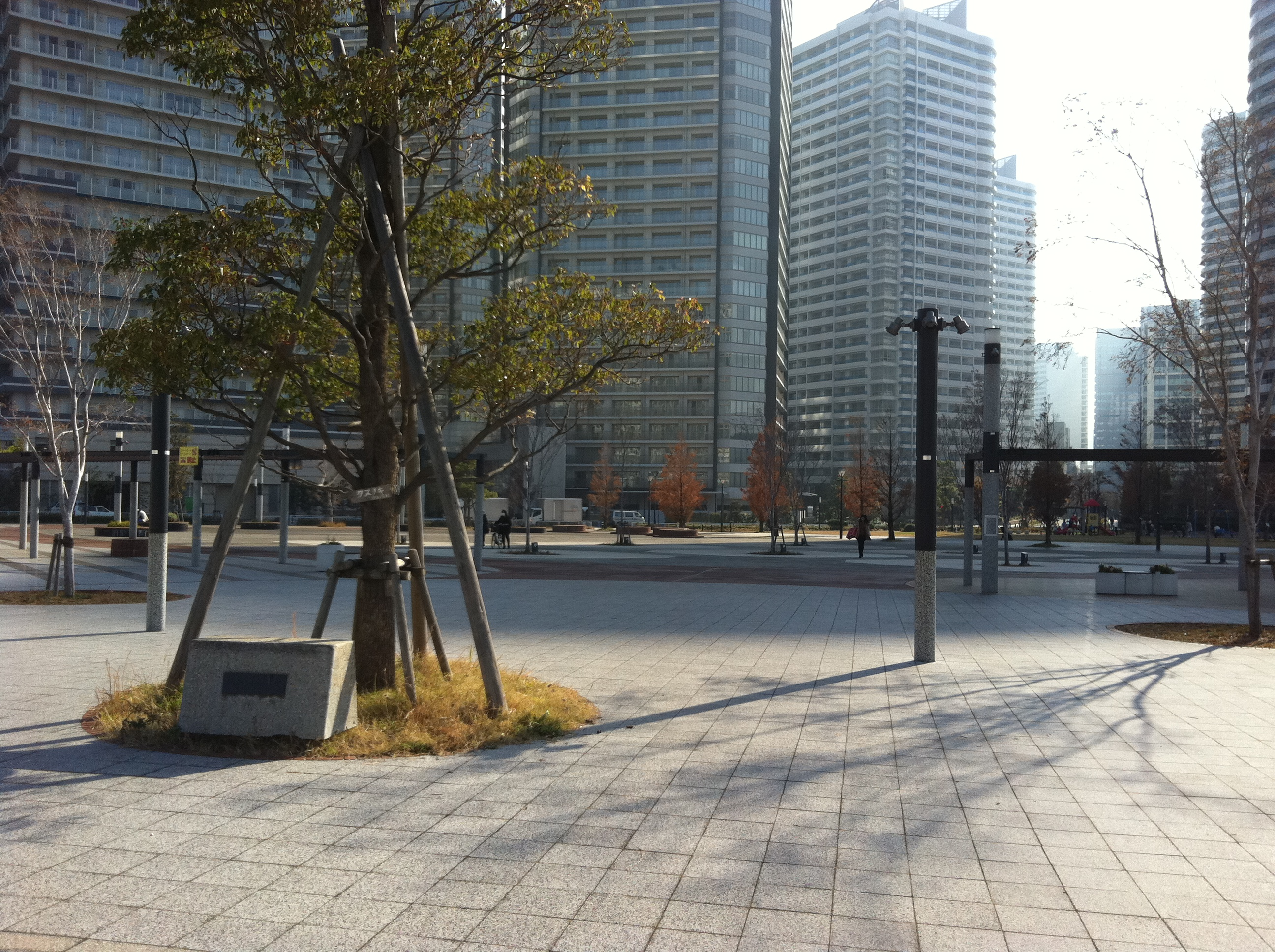
公園北側の出入り口（西方）付近
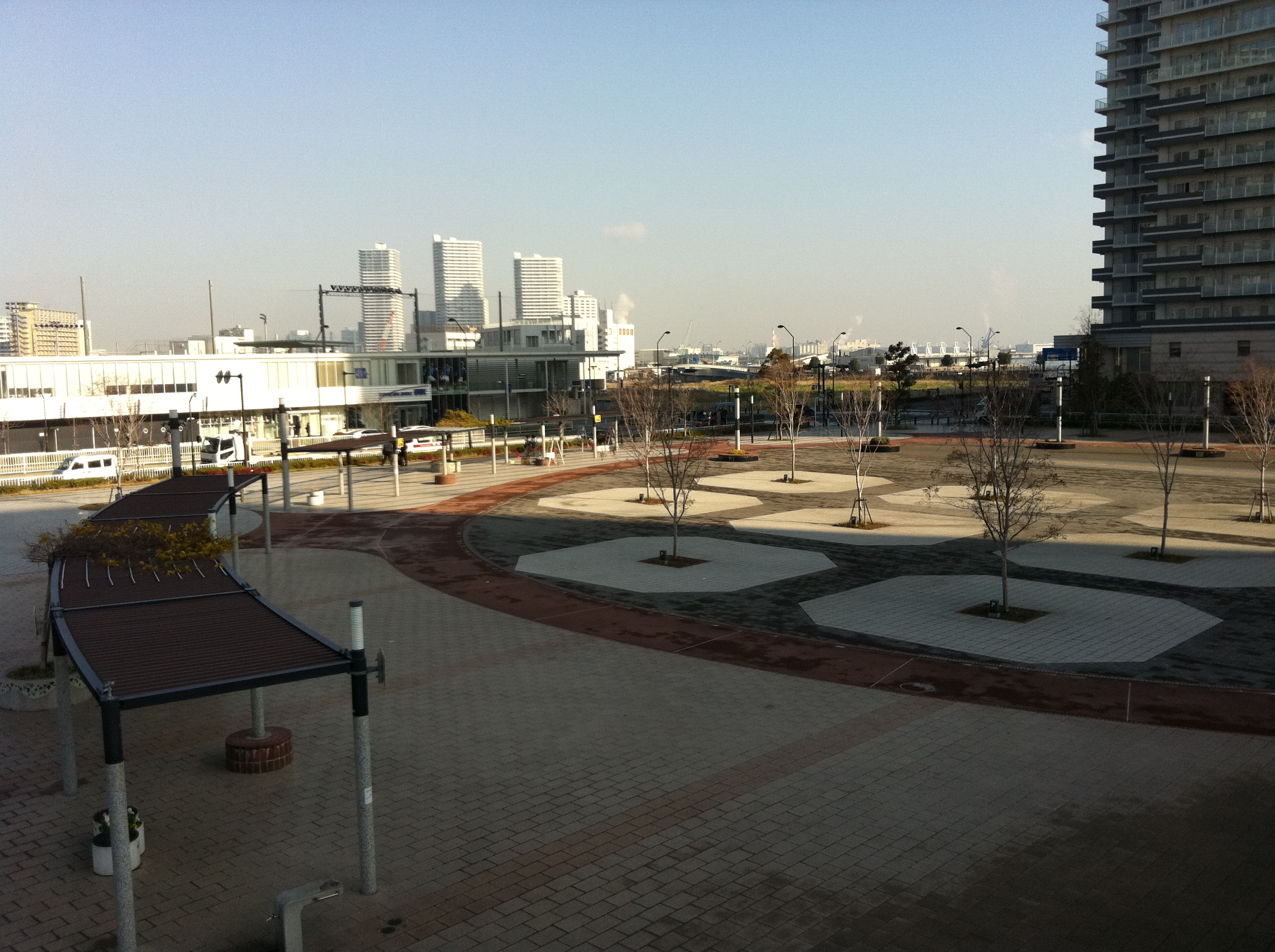
公園北側の様子
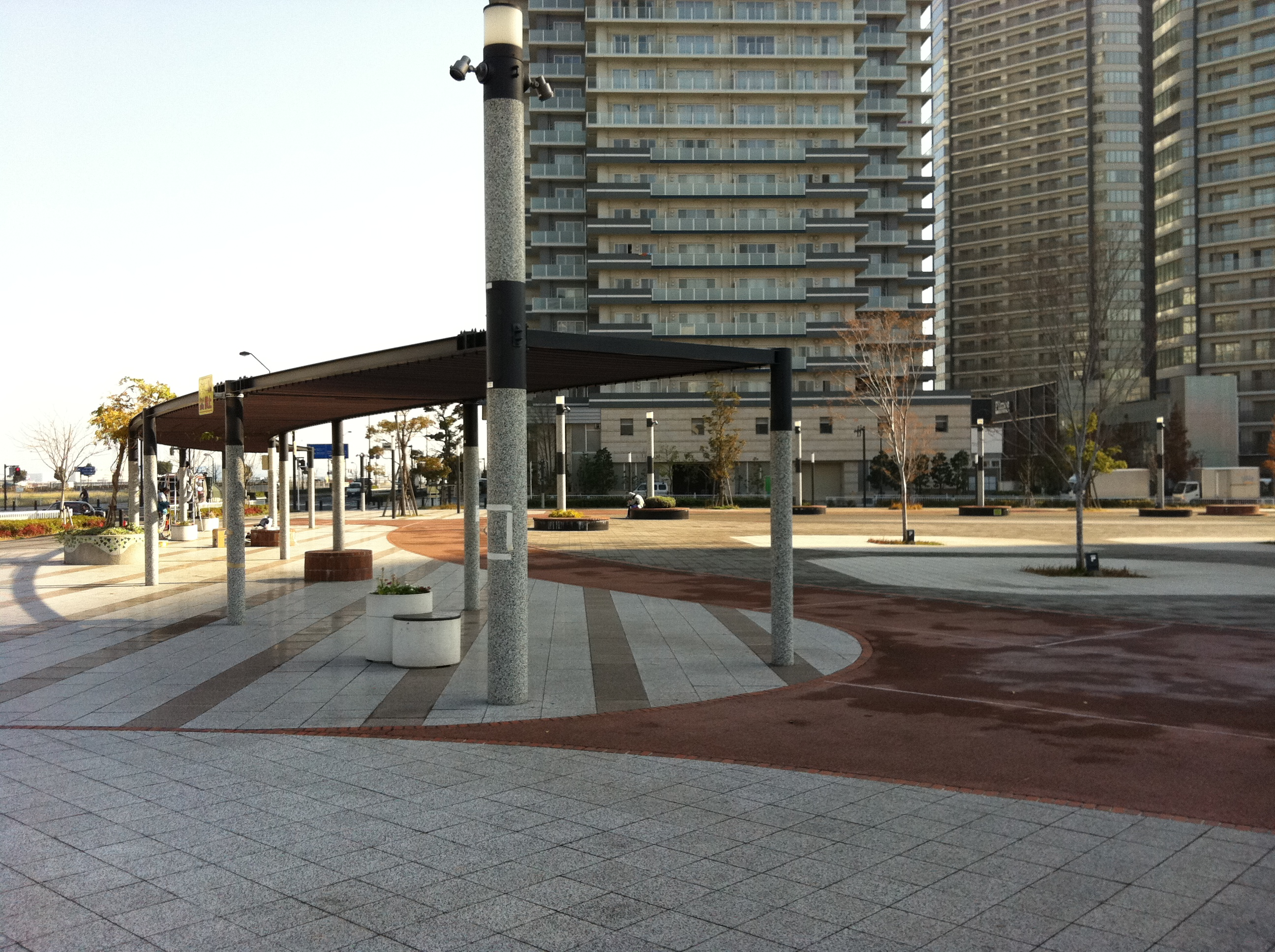
日除け休憩スペース
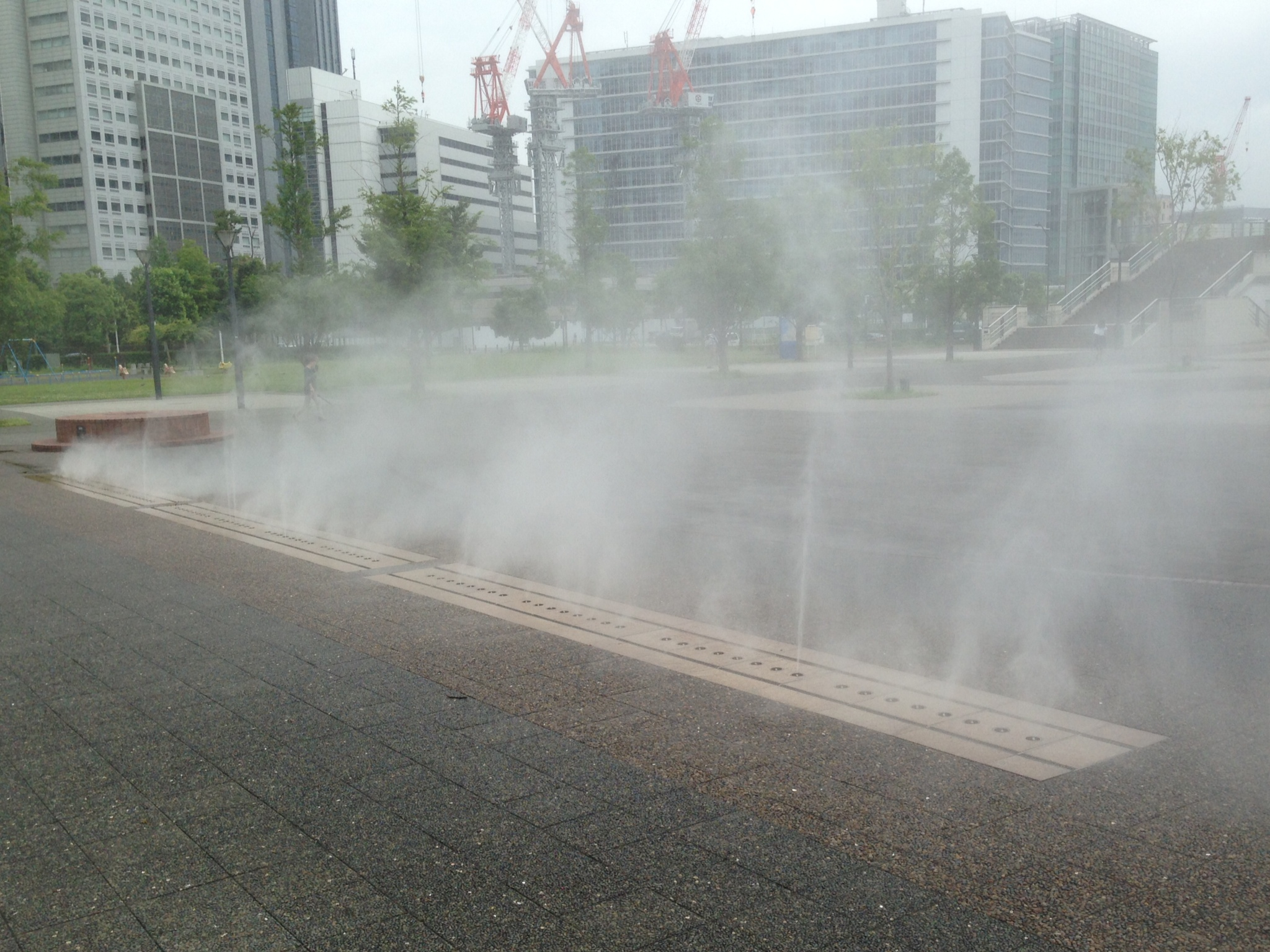
ミスト噴水の設備がある
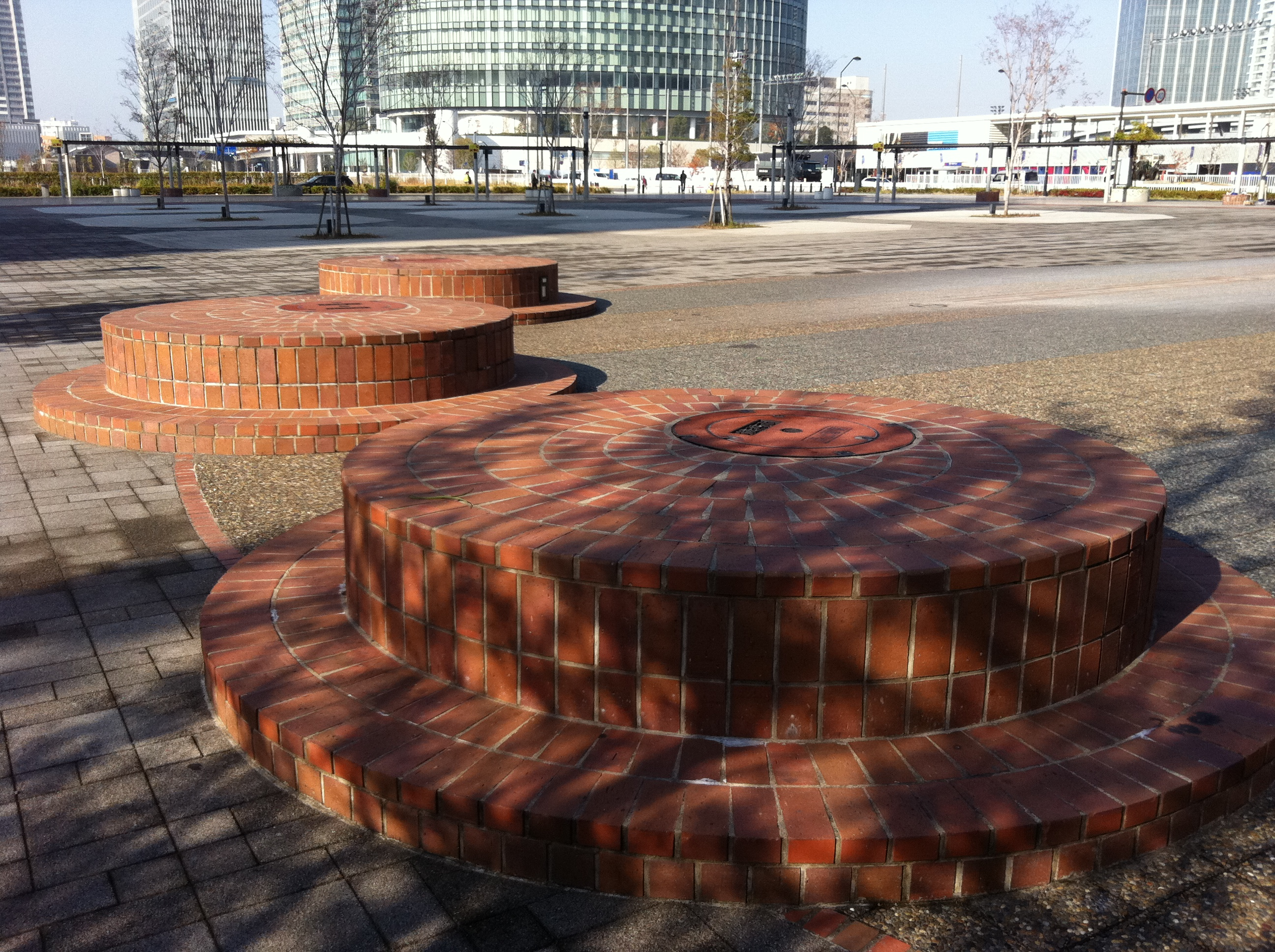
園内の貯水槽設備

南側の様子

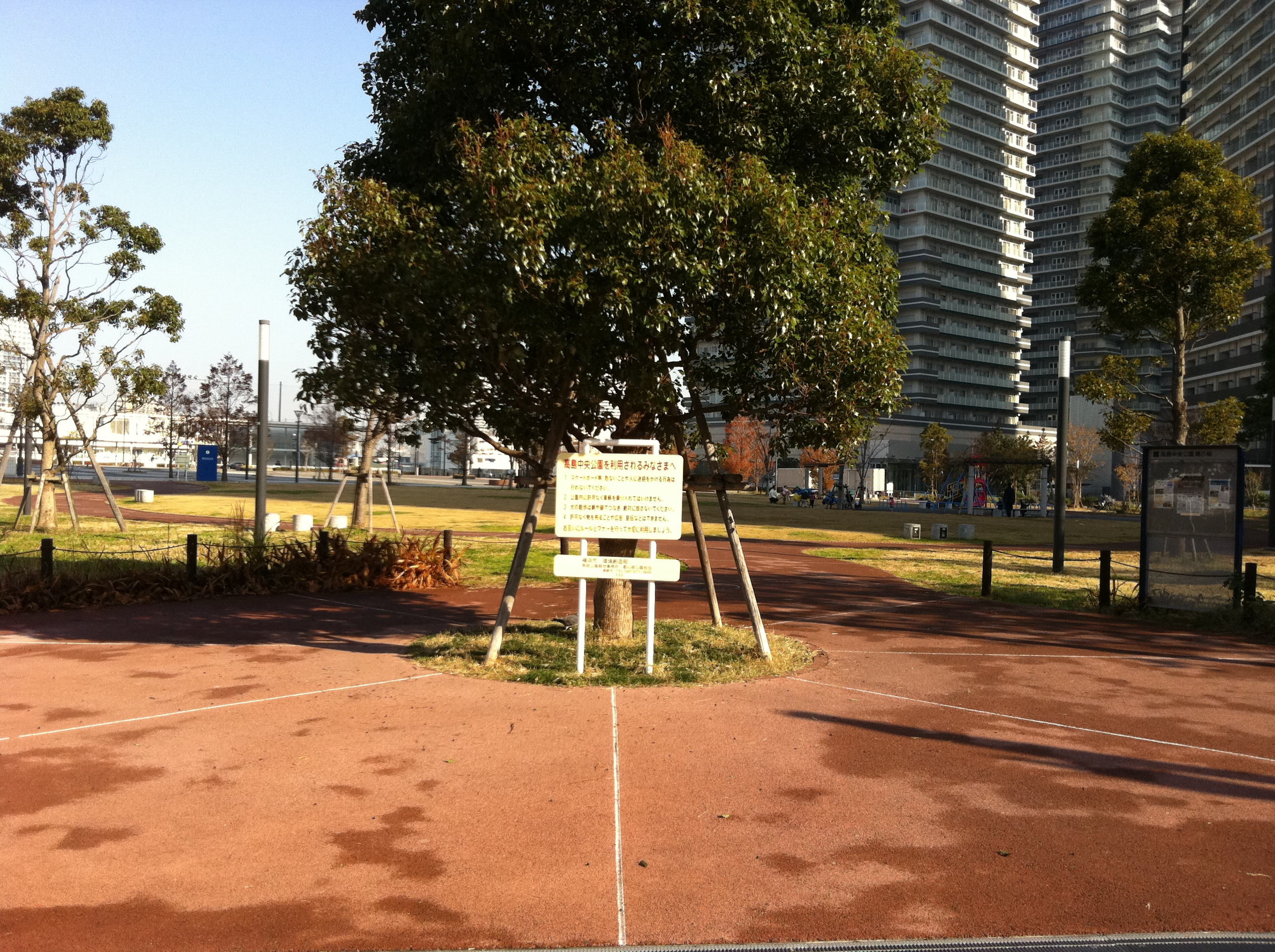
公園南側の出入り口（西方）付近
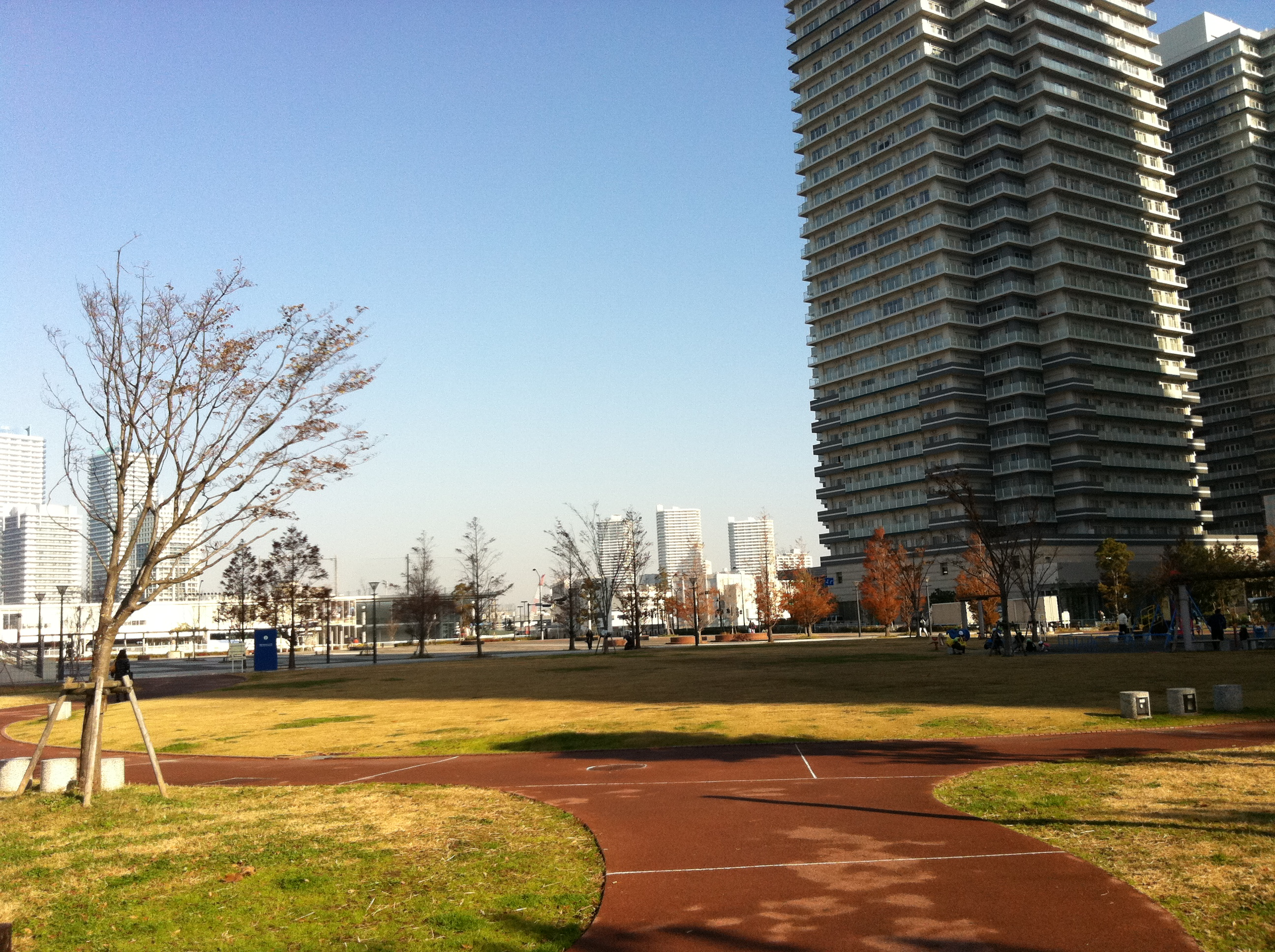
公園南側の様子
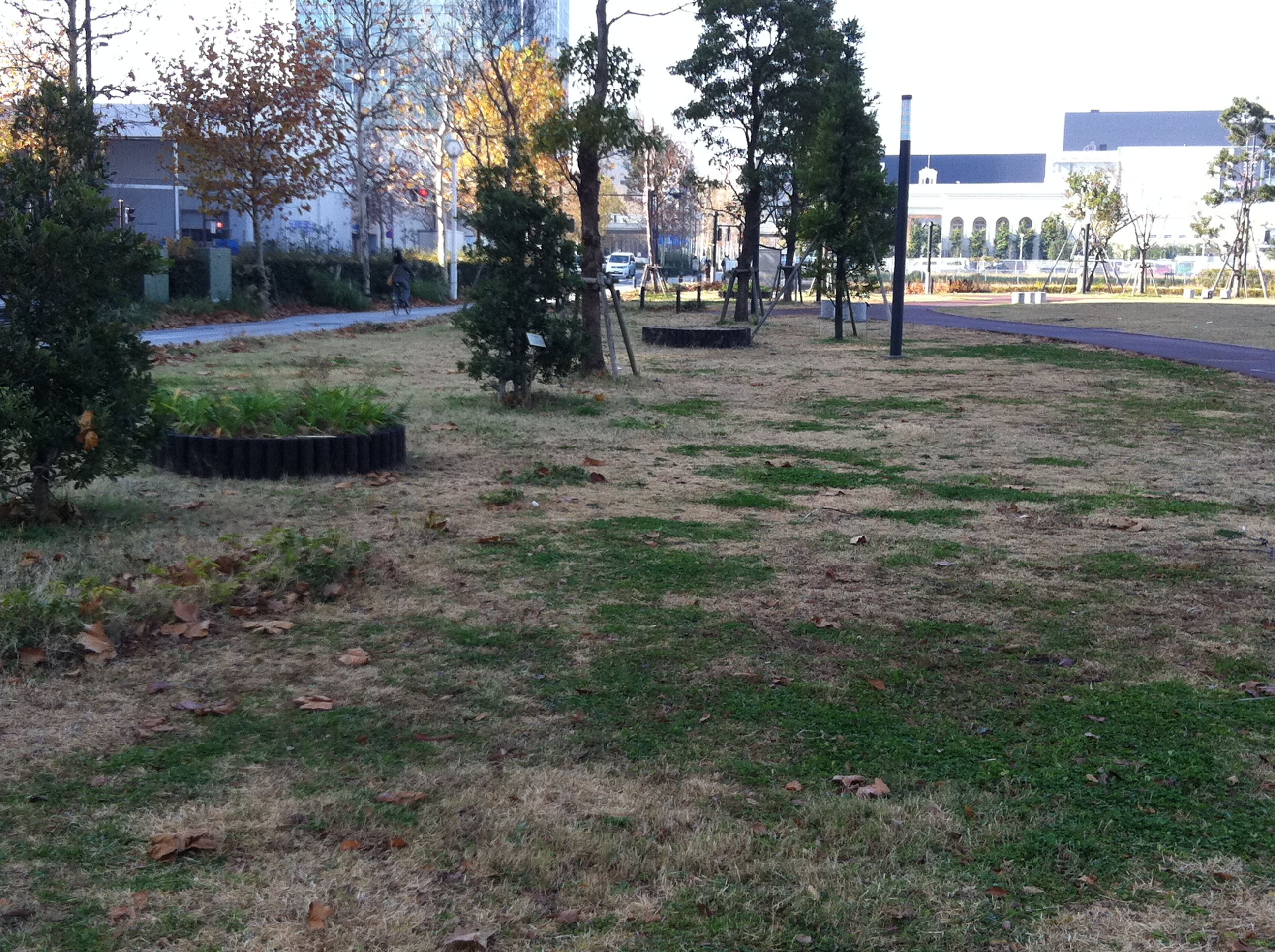
芝生が植えられている
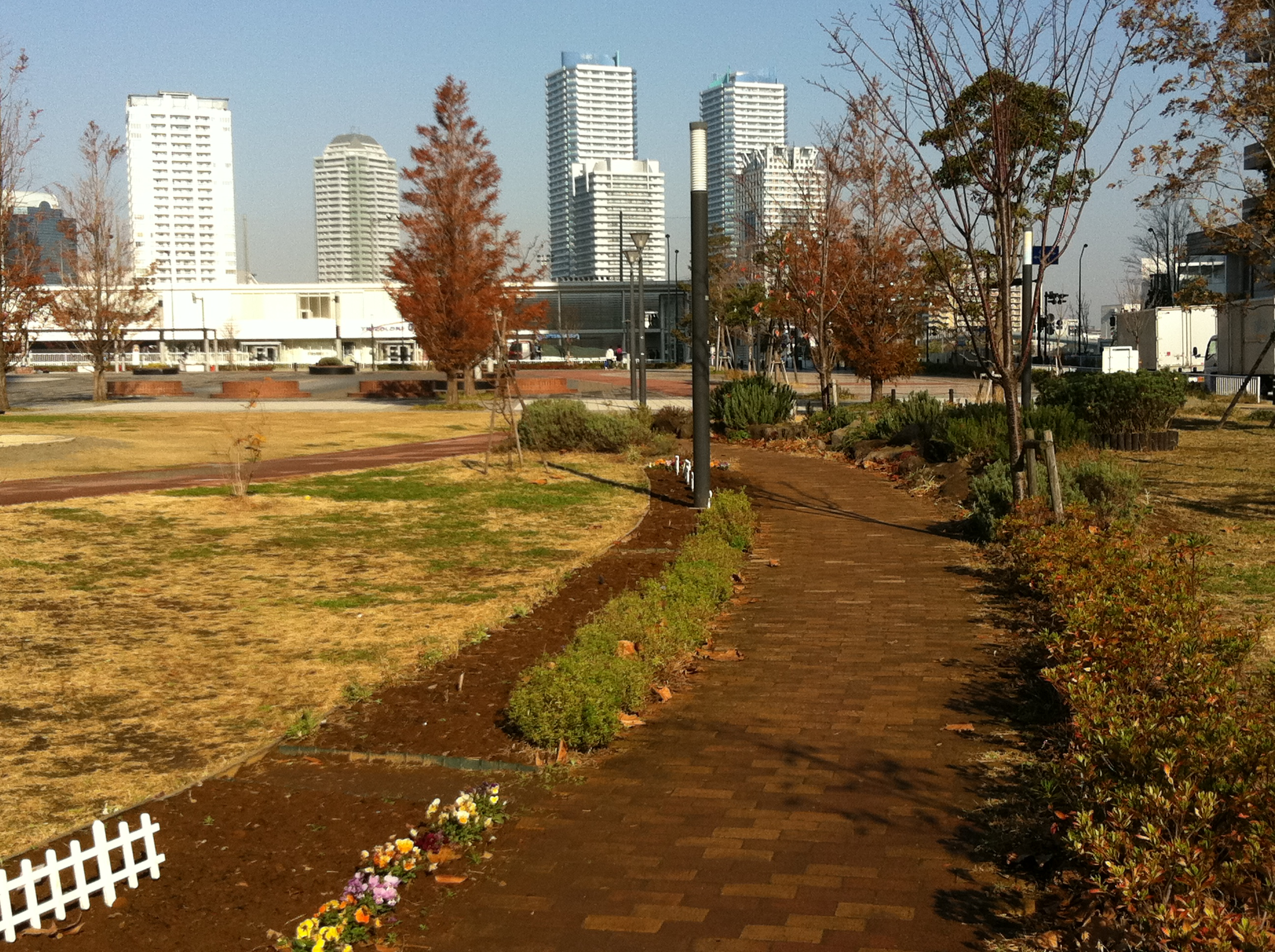
植物や樹木が多く変化に富む
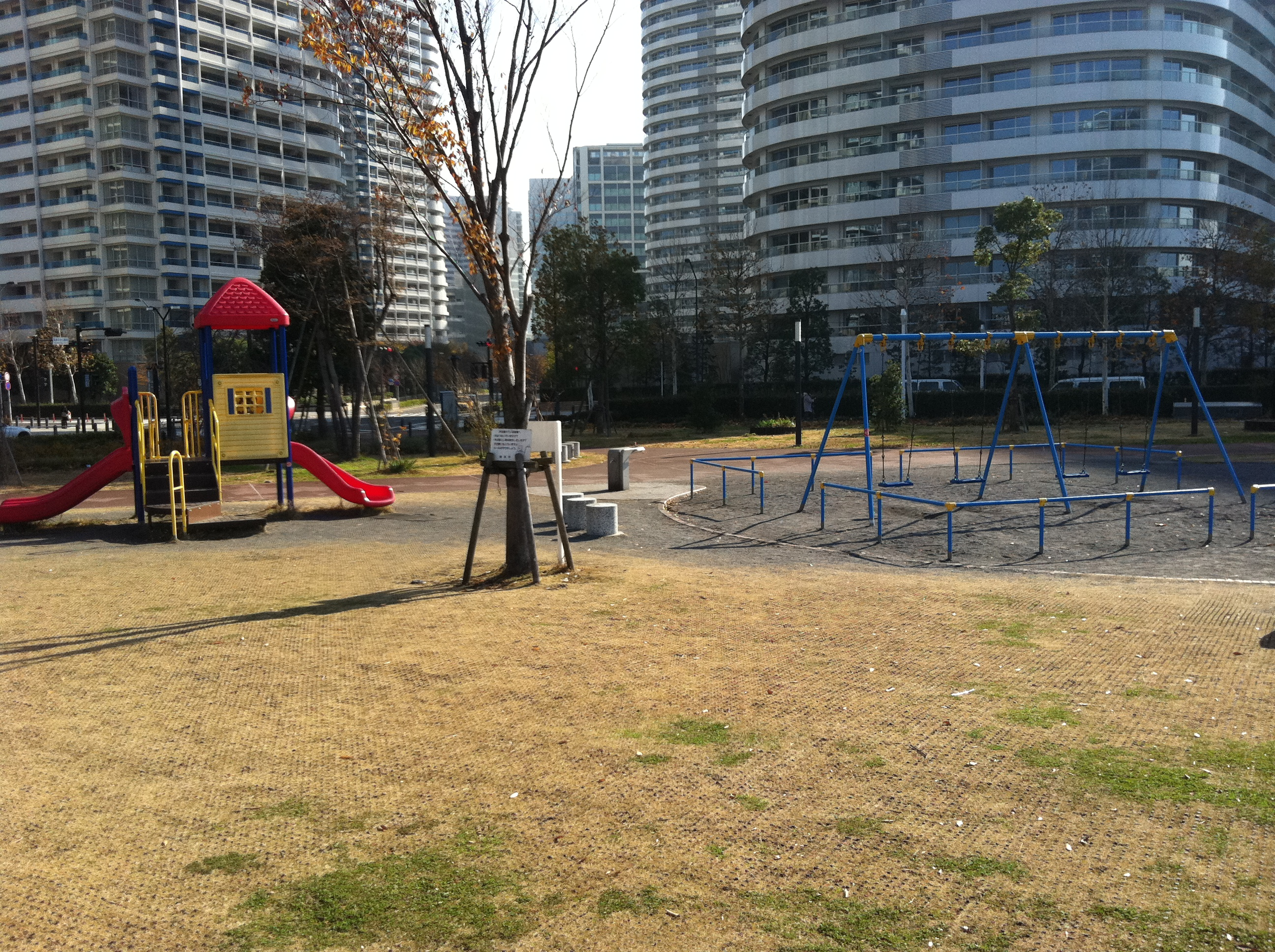
遊具が設置されている